# خوک‌ها (فیلم ۱۹۹۲)
خوک‌ها (لهستانی: Psy) فیلمی لهستانی است که در سال ۱۹۹۲ منتشر شد.